# 程心程意
《程心程意》，為泰國WeTV於2020年3月14日起播出的愛情電視劇，改編Mommae的原作小說，由Cooper及Poy主演。

## 劇情簡介
Bohn是學校的校之月，他和Frong是競爭者，在共同拍攝行程時，他因不想和Frong同在咖啡店休息，獨自走到公園而撞到了熟睡的Duen的腳，Bohn看到旁邊有蜥蜴而想叫醒Duen，誰知卻被Duen打了一拳，Bohn想作弄Duen而叫他負責，卻因此而喜歡上Duen。Ram是個沉默寡言的人，引起了King的注意，King怕狗也讓Ram覺得有趣。Mek和Boss在新生時就被湊對，雙方當時就互相喜歡，但因誤會和害怕失去對方而隱藏心意。Thara在醫院實習，病人是Frong的母親，因想起了父親當初生病離世，讓他對Frong產生一些關心的感覺。

## 演員陣容
註：括號內的演員姓名為小名。

### 主要人物
- 帕塔拉帕辛·諾林·頌卡（Cooper）飾演 Bohn

大二工程系，校之月。
- 克里查纳鹏·宋同查查维（Poy）飾演 Duen

大一醫學系，性格憨厚。
- 纳坤·斯克瑞艾（Perth）飾演 Ram

大一工程系，Duen好友。
- 塔雷·萨古安迪坤飾演 King

大二工程系，學霸。
- 彭佳博 飾演 Mek

大二工程系，啞巴老公。
- Napat Chalermpornphakdi（Intouch）飾演 Boss

大二工程系，話嘮老婆。
- Natthaphong Phibunthanakiat（MD）飾演 Thara

大五醫學系，Duen的表哥。
- Natchaphon Cheewapanyarot（Chen）飾演 Frong/Yim

大二企管學系，院之月。

### 其他人物
- 甘葵恩娜·盼帕吉缇南（Nam）飾演 TingTing

大一醫學系。
- Anna Glücks 飾演 Nang

要求Bohn幫她慶生，在酒吧找Duen搭訕。
- Atchari Siribunpipat 飾演 Tee

大二工程系。
- Suphathat Phongchaiyaphum 飾演 Phu

大一工程系。
- Nathit Kaweekornwong 飾演 Tang

大一醫學系。
- Eden Serrello 飾演 Ben

Bohn的表弟，Daonua的同學。
- Machida Suthikulpanichong 飾演 Daonua

Duen的妹妹。
- Chonwaree Chutiwatkajonchai 飾演 Duen的媽媽

- Jiraphat Phanngern 飾演 Duen的爸爸

- Kanchanok Suktuangwong 飾演 Fon

Boss的小學同學，喜歡Boss。
- Sakda Juthathep 飾演 Ta

餐廳老闆。
- Niramon Boonsachai 飾演 Kumfah

King的姐姐。
- Soontree Chotiphan 飾演 King的媽媽

- Kylan Alexander Bryant 飾演 Rund

Ram的弟弟。
- Maneeyanan Limsawad 飾演 Ram的媽媽

- Supitcha Phak Akarawatin 飾演 Ging

Nang的朋友。
- Thanawat Hatchalilaha（Tiger） 飾演 Mike

喜歡Bohn。
- Rapeewit Sangamwong 飾演 Win

剛從新加坡回來的學長。
- Thanadit Thanetanat 飾演 First

花店老闆，Frong的哥哥。
- Ratchamet Chaipichayarat 飾演 Ram的爸爸

- Kate Bass 飾演 Ram的媽媽

- Anawin Nuntiyakul 飾演 Kew

Kumfah的兒子，Ram的外甥。
- Archawin Nuntiyakul 飾演 Kram

Kumfah的兒子，Ram的外甥。
- Phakphiraporn Raktin Thai 飾演 腐女三人組之一

- Ilda Hoyos 飾演 腐女三人組之一

- Natcha Anuwan 飾演 腐女三人組之一

- 吉拉皮西特·加纳维奇（Boom） 客串 Boom

醫學系學生，与Thara一同为實習生。

## 劇集原聲帶
| 曲序 | 曲目                         | 演唱者                |
| ---- | ---------------------------- | --------------------- |
| 1.   | 《所等之人》（คนที่ฉันรอ）      | MOD3G x JOELONG       |
| 2.   | 《รักไม่มีกฎเกณฑ์》              | Ton Tanasit           |
| 3.   | 《你会怎么样》（จะเป็นไรไหม） | Merry dancers X GOH M |

## 外部連結
- 劇集介紹及劇評 （页面存档备份，存于）（英文）